# Jay R. Smith
Jay R. Smith (Los Ángeles, 29 de agosto de 1915-Las Vegas, 5 de octubre de 2002) fue un actor infantil estadounidense que apareció en la serie Our Gang durante la época muda de Pathé.

## Carrera
La primera película de Smith en la serie Our Gang fue Boys Will Be Joys en 1925. Reemplazó a Mickey Daniels como el niño de cara pecosa y continuó hasta que terminó la época muda. También apareció como él mismo en 45 minutos de Hollywood (1926).
Inclinándose ante la presión del estudio, Smith apareció en la sexta película sonora de Our Gang titulada Moan and Groan, Inc. (1929). Estaba insatisfecho con su actuación en la película y temía no tener una carrera exitosa en el sonoro. Dejó de actuar en 1929.

## Vida personal
Smith se casó con Mable Florine. Permanecieron casados hasta la muerte de Mable el 1 de febrero de 2002.

## Años posteriores
Después de dejar de actuar, Smith, nativo de Los Ángeles, California , finalmente entró en el negocio minorista de pintura y se mudó a Kailua, Hawái.

## Asesinato
Smith se retiró del negocio minorista de pintura en la década de 1990 y se mudó a Las Vegas, Nevada. En octubre de 2002, lo reportaron como desaparecido, pero después de una extensa búsqueda encontraron su cuerpo el 5 de octubre del 2002 en el desierto cerca de Las Vegas. A Smith lo habían apuñalado hasta la muerte. Charles "Wayne" Crombie, un hombre pobre sin techo de quien Smith se hizo amigo fue condenado por el crimen a dos cadenas perpetuas consecutivas, Murió el 17 de julio de 2014.